# West Virginia Legislature

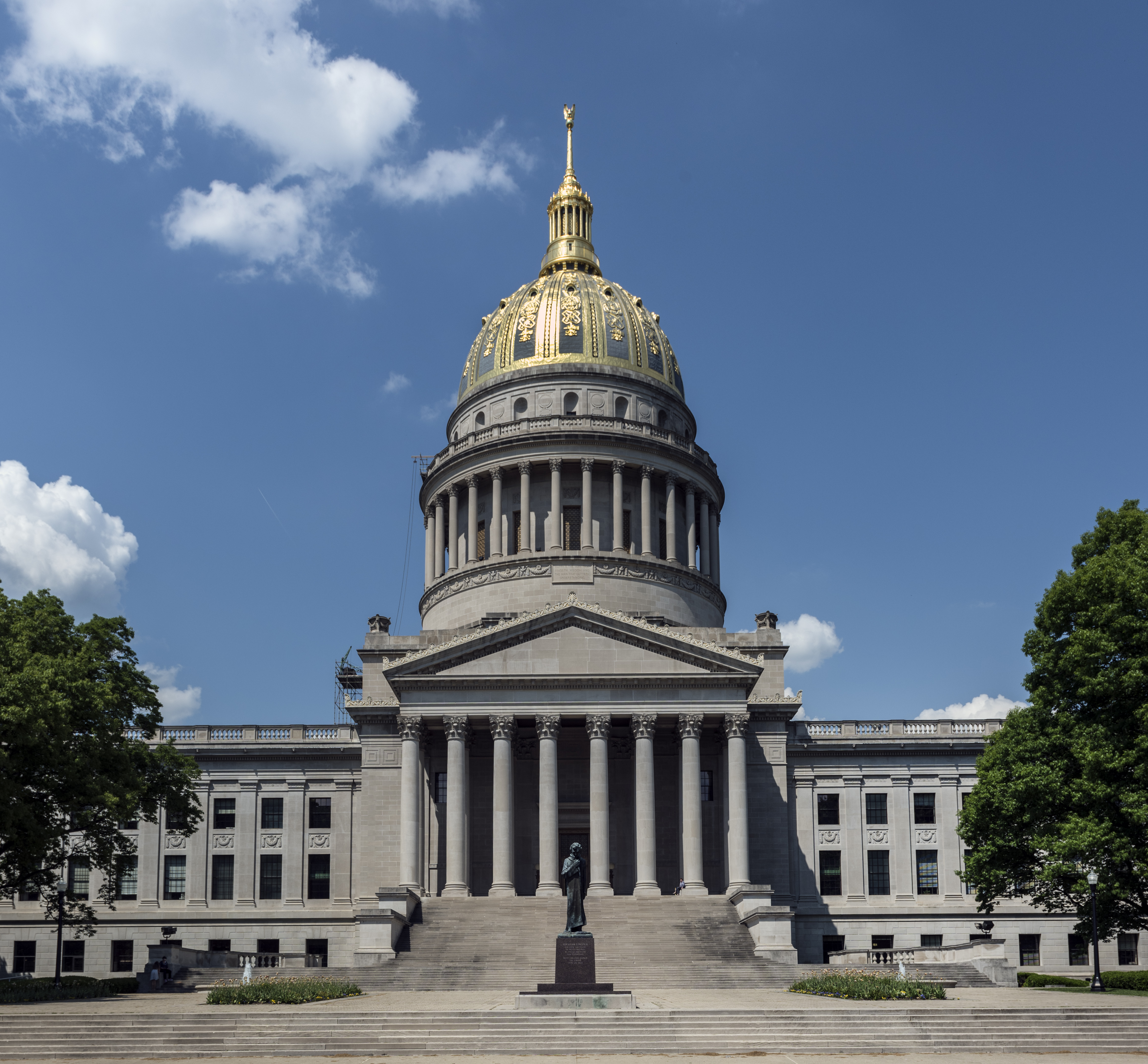
Die Legislature tagt im West Virginia State Capitol

Die West Virginia Legislature ist die State Legislature und damit die Legislative des US-Bundesstaats West Virginia. Sie wurde durch die staatliche Verfassung 1863 geschaffen und besteht aus dem Abgeordnetenhaus von West Virginia, das als Unterhaus fungiert, sowie dem Senat von West Virginia als Oberhaus. Die Legislature tagt im West Virginia State Capitol in Charleston, das auch Sitz des Gouverneurs und seines Stellvertreters ist.
Das Abgeordnetenhaus besteht aus 100 Mitgliedern, der Senat aus 34. Das Abgeordnetenhaus wird für zwei Jahre gewählt. Die Amtszeit der Senatoren beträgt vier Jahre, jeweils die Hälfte des Senats wird gleichzeitig mit dem Abgeordnetenhaus gewählt. Der Wahltag fällt mit dem des Bundeskongresses zusammen.
Das Mindestalter beträgt 25 Jahre für den Senat, 18 Jahre für das Abgeordnetenhaus.
Die National Conference of State Legislatures (NCSL) ordnet die Legislature von West Virginia als Teilzeitparlament „lite“ ein. Mit einer Vergütung von 20.000 USD pro Jahr und 131 USD pro Sitzungstag (2020) liegen die Abgeordneten im unteren Bereich der Staatsparlamentarier.